# António Luís de Magalhães e Menezes de Abreu Coutinho
António Luís de Magalhães e Menezes de Abreu Coutinho (Monserrate (Viana do Castelo), 15 de Agosto de 1939 - Cedofeita, 6 de Agosto de 2004), que usou A. Magalhães de Castro  como pseudónimo literário, foi um coronel de Cavalaria, escritor e investigador de simbologia. Estudou na Academia Militar portuguesa. Combateu heroicamente na Guiné, em 1965, ao serviço do Império português e, por seus feitos, obteve a cruz de guerra de 3.ª classe, mas viu-se na contingência de passar à reserva por ter ficado gravemente ferido. Escreveu, em dois volumes (1993 e 1995), o trabalho "O oratório de Cristóvão Colombo".

## Dados genealógicos
Filho de José de Magalhães Queiroz de Abreu Coutinho, nascido a 18 de Abril de 1885, capitão de Infantaria, e de Maria Madalena Malheiro Pereira de Castro, nascida a 19 de Janeiro de 1899, filha de Gaspar Pereira de Castro (1865 - 1925), coronel de Engenharia, e de Clara Carolina Malheiro Reymão Pereira de Castro. Casado com Maria Teresa Miranda Pereira Vasco, nascida em Viana do Castelo em 23 de Janeiro de 1952, filha de José Tomás Pimenta de Castro Pereira Vasco e de Geluíra do Carmo Pacheco de Miranda. Tiveram uma filha, Fátima Teresa de Magalhães e Castro de Abreu Coutinho, nascida a 22 de Abril de 1985